# Dionísio (prefeito pretoriano)
Dionísio (m. 480) foi um oficial militar bizantino do século V, ativo durante o reinado do imperador Zenão (r. 474–475; 476–491). Em algum momento entre maio e dezembro de 480, conspirou ao lado dos oficiais Traustila e Epínico contra o imperador. Eles foram capturados e executados no mesmo ano. Nesta data sabe-se que exerceu a posição de prefeito pretoriano do Oriente.